# (2808) Belgrano
(2808) Belgrano (1976 HS) – planetoida z grupy pasa głównego asteroid okrążająca Słońce w ciągu 5,21 lat w średniej odległości 3,01 j.a. Odkryta 23 kwietnia 1976 roku.